# Constance Aman
Constance Aman (A.C), de son vrai nom Coumoin Amani Constance, est née le 01 janvier 1972 à Bouaké-Côte d'Ivoire. Ivoirienne, elle est une chanteuse de l'Eternel.
Très jeune, elle s'est révélée au monde musical à travers les cultes de maison, les écoles de dimanche et les séances improvisées de chants en famille.
Au nombre des icônes de la musique chrétienne en Côte d'Ivoire, C.A occupe une place de choix. Elle comptabilise plus de 25 ans de carrière et a, à son actif 11 albums .

## Carrière

### Début de carrière
Née dans une famille chrétienne, elle débute comme chantre dans les camps de jeunesse de la Ligue pour la Lecture de la Bible (LLB) et ensuite dans le groupe musical de son église locale de Cocody à Abidjan.

### Évolution
Kouassi Koffi Ambroise, un jeune manager remarque le talent de la jeune chantre . En 1989, il l'aide à faire ses premières apparitions aux côtés de l'artiste chrétien ivoirien Mathieu Bédé pour l'enregistrement de l'album « l'Humanité est troublée ». Elle prend en main sa carrière musicale en entamant en 1990 une carrière solo avec son premier album solo nommé « Louez l’Éternel ». Cet album connaît un grand succès qui est d’ailleurs le premier grand succès d'un album chrétien en Côte d'Ivoire. Elle se fait alors une place dans le monde du Gospel ivoirien et au-delà des frontières ivoiriennes notamment en Afrique de l'Ouest et en Afrique centrale.
Constance est une des pionnières de la musique chrétienne en Côte d'Ivoire. Elle a enregistré au total 8 albums dont une compilation. La chanteuse a un style de musique qui est un mélange de musique africaine et de Jazz Bossa. Sa vie chrétienne et ses textes très engagés la singularisent. Fondatrice de l’École des Adorateurs, une école de formation à l’Adoration et au chant. Constance est la Co-directrice avec son époux Serge Aman, de Constance Gospel Organisation, et de la communauté chrétienne de l’Assemblée des Adorateurs. Malgré les perturbations sociétales, Constance n’a pas cessé d’entretenir sa foi chrétienne.    

## Discographie
- 1990 : Louez l’Éternel
- 2005 : Je puis tout
- 2011 : Best Of
- 2011 : Père je t'adore
- 2012 : Alleluia
- 2016 : Je chante et loue
- 2016 : Compilation en langue
- 2017 : Pour Sa gloire